# صحراء اغواخيرا
صحراء غواخيرا أو غواهيرا (بالإسبانية: Desierto de La Guajira)‏ هي صحراء تقع في أقصى شمال كولومبيا شمال مدينة بوغوتا في مقاطعة غواخيرا وتغطي هذه الصحراء معظم شبه جزيرة غواخيرا التي تتضمن كذلك أراضي من فنزويلا، وتتميز هذه الصحراء بسكن الهنود الحمر الواييون، الواييون يمتهنون رعي الحيوانات في الغالب وكذلك فإنهم يعتبرون غواصين أعماق (في المياه) مهرة.

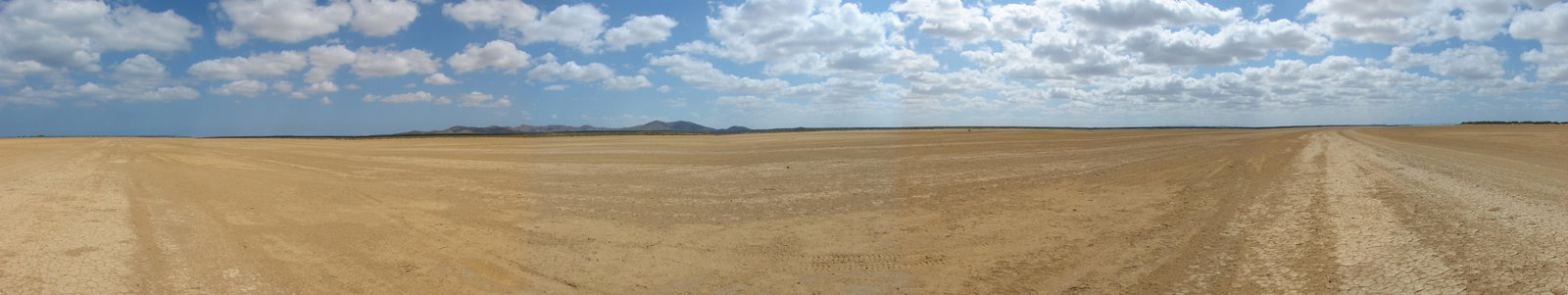
منظر عريض (بانوراما) لصحراء كواخيرا في كولومبيا